# Вількониці (Великопольське воєводство)
Вількониці (пол. Wilkonice) — село в Польщі, у гміні Пемпово Гостинського повіту Великопольського воєводства.
Населення — 443 особи (2011).
У 1975-1998 роках село належало до Лешненського воєводства.

## Демографія
Демографічна структура станом на 31 березня 2011 року:
|          | Загалом | Допрацездатний вік | Працездатний вік | Постпрацездатний вік |
| -------- | ------- | ------------------ | ---------------- | -------------------- |
| Чоловіки | 230     | 54                 | 152              | 24                   |
| Жінки    | 213     | 48                 | 120              | 45                   |
| Разом    | 443     | 102                | 272              | 69                   |